# جبل تفتان
جبل تفتان هو جبل بركاني نشط يقع في جنوب شرق إيران بمحافظة سيستان وبلوتشستان وهي محافظة معروفة ببواديها المترامية الأطراف، لكن المناظر الطبيعية الفذة تتناثر في شتى أرجائها على هيئة واحات خضراء وجبال جميلة أبرزها جبل «تفتان» الذي يُعَد مركزاً سياحياً في فصل الربيع نظراً لجماله وروعة أجوائه، وهو في الحقيقة جبل بركاني عظيم.

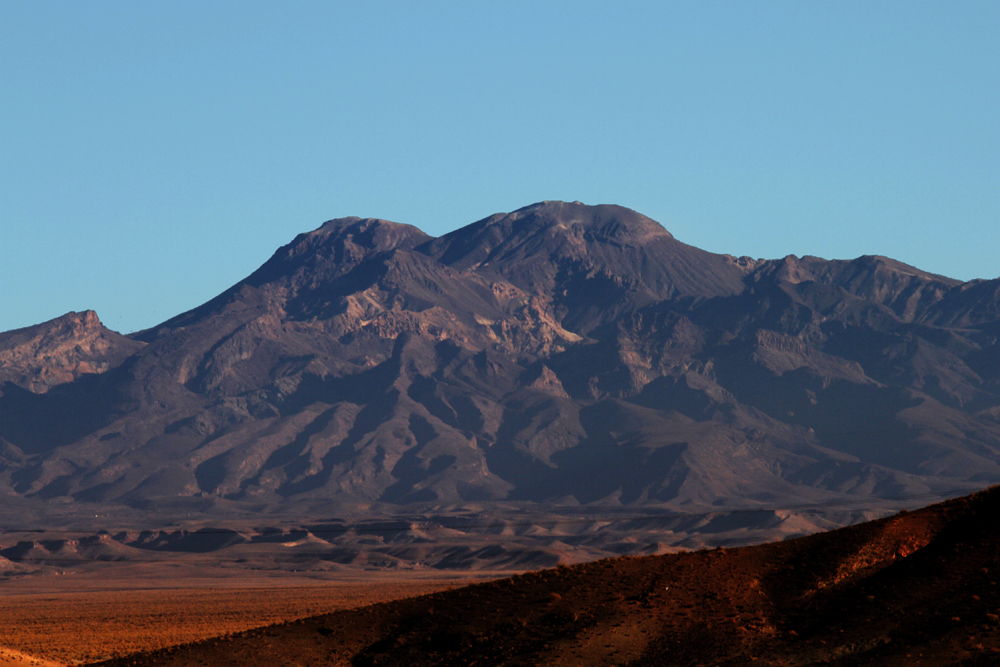
جبل تفتان البركاني في إيران

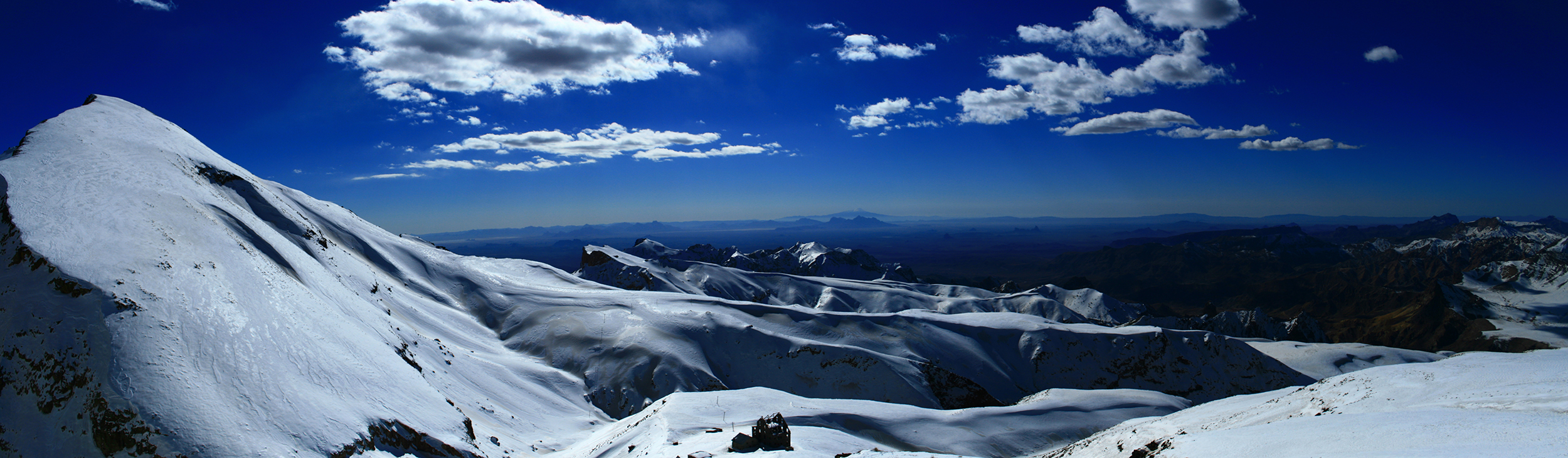
صورة بانورامية لجبل تفتان

## سبب التسمية
يعتقد بعض علماء الطبيعة أن اسمه مشتق من طبيعته البركانية، فكلمة «تفت» باللغة الفارسية تعني الحرارة الشديدة، حيث تتدفق منه الأبخرة المصحوبة بالطين الساخن والكبريت، كما يَطلُق عليه السكنة المحليون اسم «چهل تن» وفق أسطورة تقول بأن أربعين من الصالحين قد فقدوا فيه، وعلى هذا الأساس أطلق عليه البعض اسم جبل الزيارة إذ كان سابقاً مزاراً لسكنة تلك النواحي.

## الجغرافيا
يقع جبل تفتان في محافظة سيستان وبلوتشستان (جنوب شرق إيران) وعلى مسافة 40 كم من مركز مدينة خاش التي تُعَد إحدى ضواحي محافظة سيستان وبلوتشستان يوجد جبل بركاني باسم جبل «تفتان» حيث تعلوه قمة هي الروعة بعينها وتُعتبَر أعلى قمة في المحافظة بأسرها، لذلك قلما تمكن متسلقوا الجبال من فتحها.

## المعالم الطبيعية في جبل تفتان
- الينابيع التي تتدفق بالمياه المعدنية في جبل تفتان

لا شك في أن المياه المعدنية تُعَد علاجاً للعديد من أمراض المفاصل والأمراض الجلدية، وهذه الخصوصية العلاجية اكتشفها البشر قبل آلاف السنين، وجبل تفتان فيه العديد من الينابيع التي تزخر بهذه المياه الفريدة من نوعها في العالم، ومن جملتها ينبوع «جم چن» الواقع شمال غربي جبل تفتان، وينبوع «آمني» الواقع في الناحية الغربية منه، وينبوع «بر آبك» الواقع في جهته الشمالية، وينبوع «يوسف آباد» الواقع إلى الغرب منه، إلى جانب ينابيع أخرى مثل: مرغاب، كولكو، پوچلگي، پاول، گنج أمين.
- مصادر المياه في مدينة تفتان:

حيث تبلغ إجمالاً 8000 كيلومتر مربع، وينشأ 3600 كيلومتر مربع منها من السهول المحاذية للجبل حيث يعتمد عليها لري الأراضي الزراعية في القرى المجاورة له، في حين أن 4400 كيلومتر مربع منها تنحدر من جبل تفتان وكذلك جبل ماهور المجاور له، ورغم ذلك فليس في المنطقة نهر جارٍ طوال أيام العام، وإنما تنحدر المياه من أعالي الجبال أو تتجمع جراء الأمطار الموسمية أو تتدفق من بعض الينابيع. وأهم الأنهار الموسمية التي تجف في بعض أيام العام ولا سيما في فصل الصيف، نهر «لاديز وانده» الواقع في قرية «مير جاوه»، حيث عادةً ما تجري مياهه في مواسم الأمطار الغزيرة، وهذه المياه تنهمر فيما بعد في باطن التربة لتشكل آباراً جوفية.
- بحيرة سر دريا:

تقع هذه البحيرة على مسافة 75 كم من مركز مدينة خاش، وهي في الحقيقة مكونة من ثلاث بحيرات صغيرة تقع على سفح جبل تفتان، وهي قليلة العمق لكن مياهها عذبة والمناظر الطبيعية حولها رائعة للغاية، حيث تحيط بها مختلف أنواع الأشجار المثمرة وغير المثمرة ومختلف النباتات البرية، ويقصدها بعض السكنة المحليين لاصطياد الأسماك، في حين أن السائحين يقصدونها للاستراحة والاستجمام والتمتع بمناظرها الخلابة.

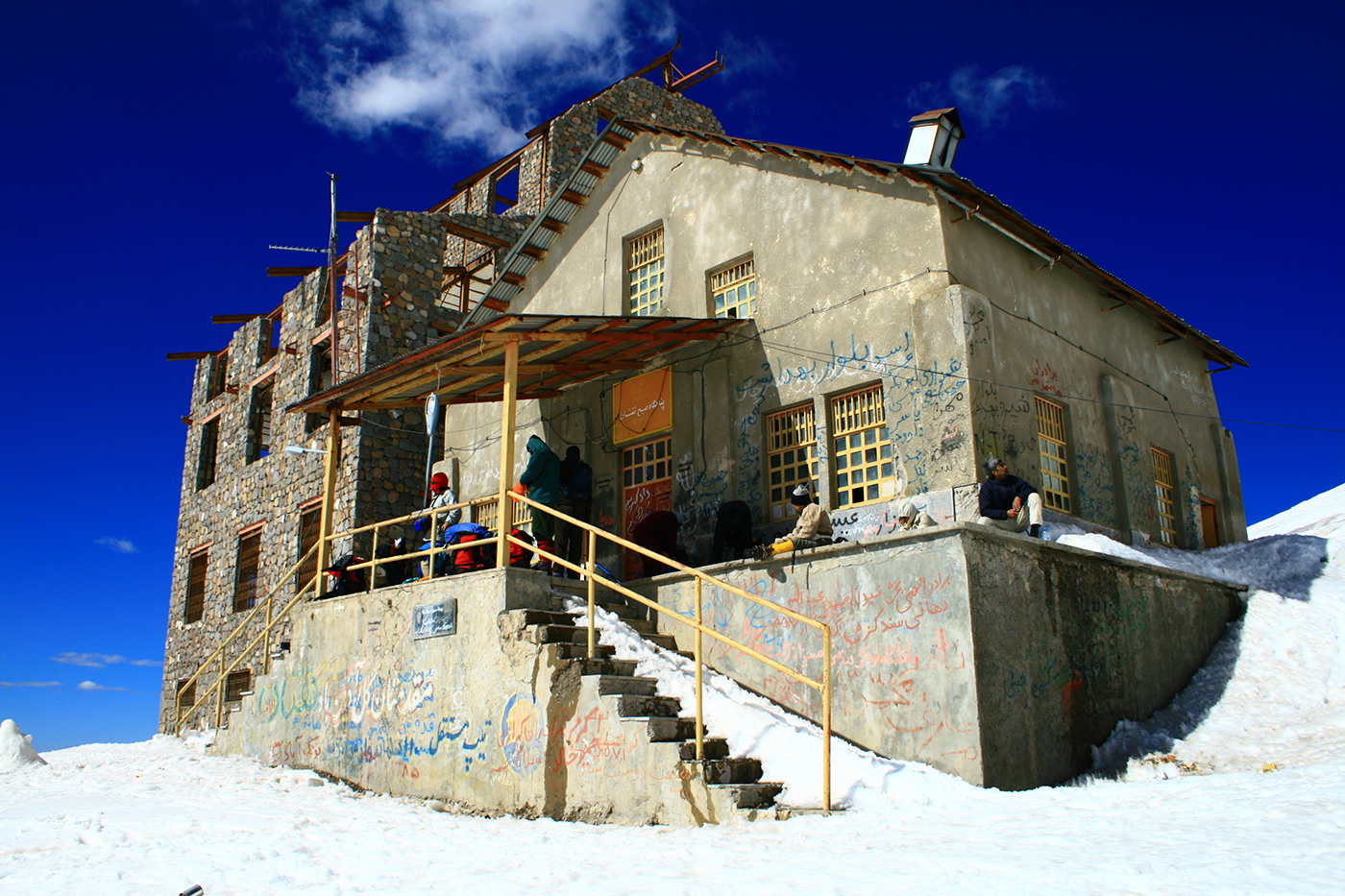
جبل تفتان

## أفضل الأوقات لتسلق الجبل
أن أفضل وقت لتسلق جبل تفتان هو في  فصل الربيع، إذ إن الأجواء فيه حارة جداً في فصل الصيف وفي فصلي الخريف والشتاء يكون بارداً قارساً نظراً للثلوج التي تتراكم عليه والرياح القاسية التي تهب فيه. كل من يتسلق سفوح هذا الجبل متجهاً نحو قمته يجد في طريقه مختلف الأشجار المثمرة وغير المثمرة والكثير من النباتات والورود الجبلية والبرية التي تتغذى على المياه الصافية التي تنحدر من أعلا قمته. متسلقوا جبل تفتان ممن يرغبون ببلوغ قمته، عادةً ما يسلكون طريق قرية صغيرة باسم «كوته» ثم يتجهون نحو قرية «جم چن» وبعد ذلك يجتازون قرية أخرى باسم «تنگ گلو» لكي يواصلوا طريقهم من السفح إلى الأعلى، حيث يجدون في طريقهم ينابيع تتدفق منها المياه الكبريتية وكذلك هناك ينبوع باسم «آب جوش» تتدفق منه مياه زلال عذبة. ان مدة تسلق الجبل حتى البلوغ لقمته تبلغ 10 ساعات، وهناك طرق أخرى للوصول إليها لكن المسافة تطول منها، وإلى يومنا هذا تمكن الكثير من متسلقي الجبال من تحقيق هذا الهدف وأول فريق سجل اسمه كفاتح لها هو هيئة رياضية لتسلق الجبال بقيادة الجنرال البريطاني سايكس في عام 1893م.

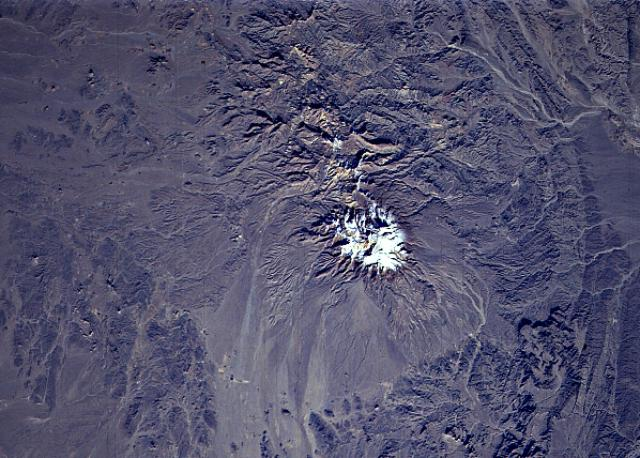
صورة جوية لجبل تفتان

## الجبل بشكل عام
تجدر الإشارة إلى أن قمة جبل تفتان عادةً ما تكون مغطاة بالثلوج في غالبية أيام العام، لذلك يكون المساء فيها بارداً للغاية، كما أن هذه الثلوج تُعَد مصدراً لجريان العديد من النهيرات والقنوات المائية الصغيرة التي تنحدر من أعلا الجبل إلى أسفله، ولكنها مرهونة بوجود الثلوج وكمية الأمطار الموسمية، وحين جريانها فهي تضفي على المنطقة جمالية فريدة من نوعها وتفعمها بأجواء منعشة، والطريف أن درجات الحرارة في الجبل تختلف بشكل كبير في النهار والمساء.

## مكانته السياحية
نظراً لطبيعة منطقة خاش الصحراوية الجافة فإن هذا الجبل الذي تغطي سفوحه معالم طبيعية جميلة أمسى كالدرة الثمينة في قلب البيداء مما جعله قبلةً سياحيةً لاستقطاب السائحين من شتى أرجاء الجمهورية الإسلامية الإيرانية والعالم. الأجواء في هذا الجبل السياحي تتنوع طوال أيام العام، وهو مغطى بمساحات خضراء جميلة وتمخره قنوات تزخر بالمياه الجبلية العذبة، لذلك أمسى مركزاً سياحياً وقبلةً لهواة تسلق الجبال، فهو يُعتبَر أحد أفضل المناطق في محافظة سيستان وبلوتشستان.

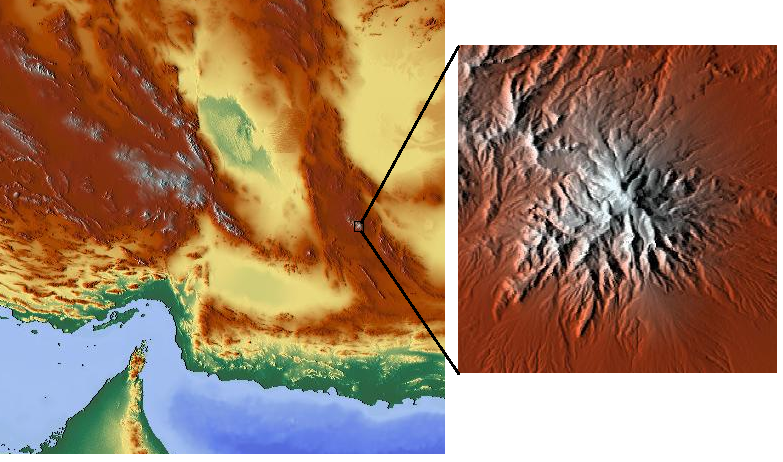
جبل تفتان البركاني

## معرض الصور

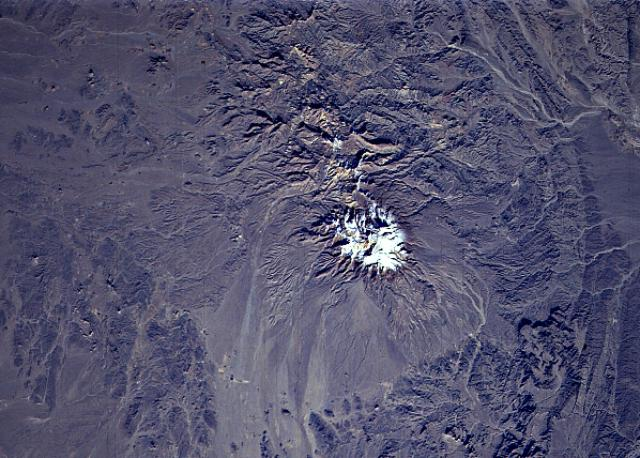
صورة جوية لجبل تفتان

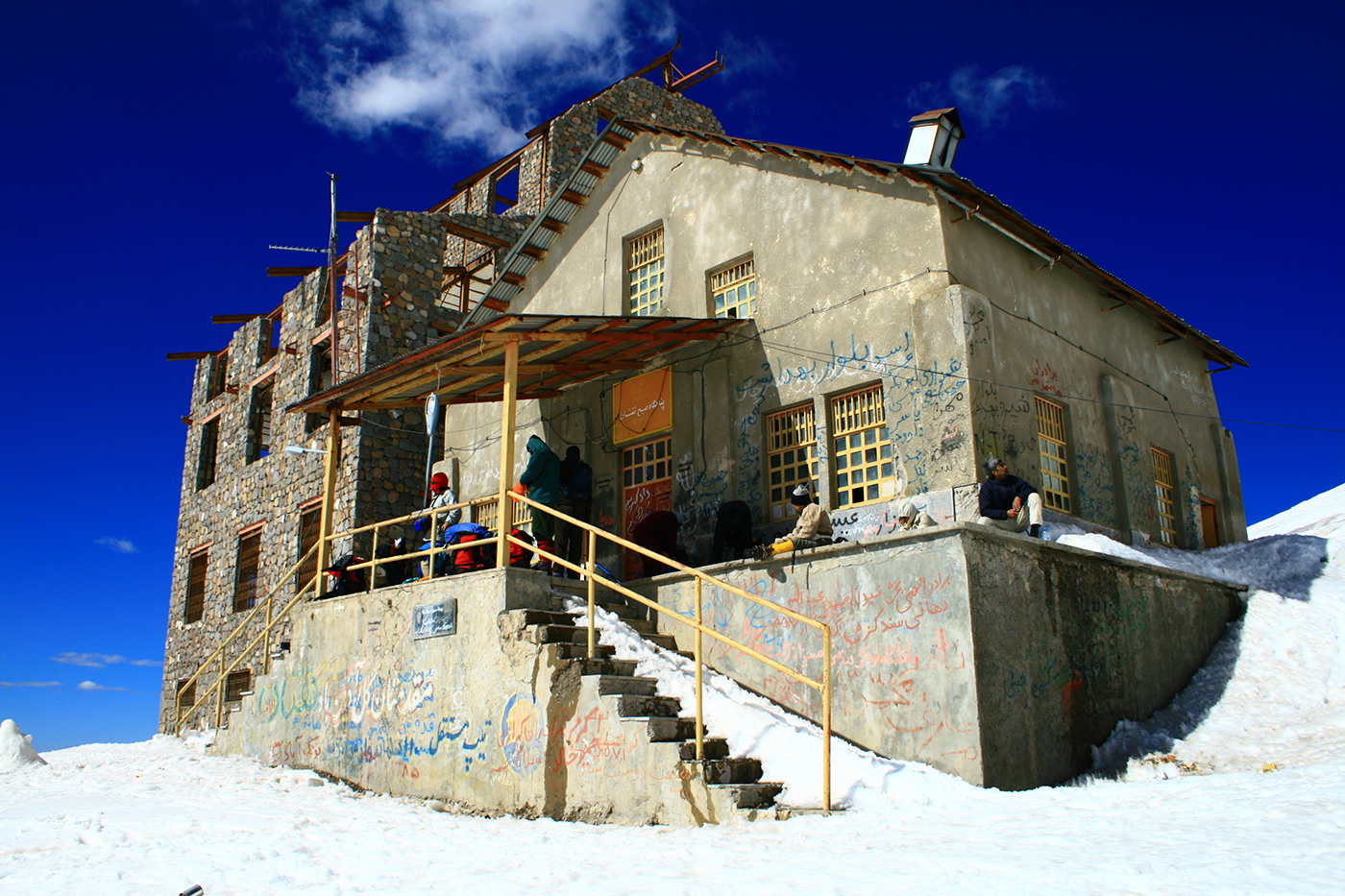
جبل تفتان

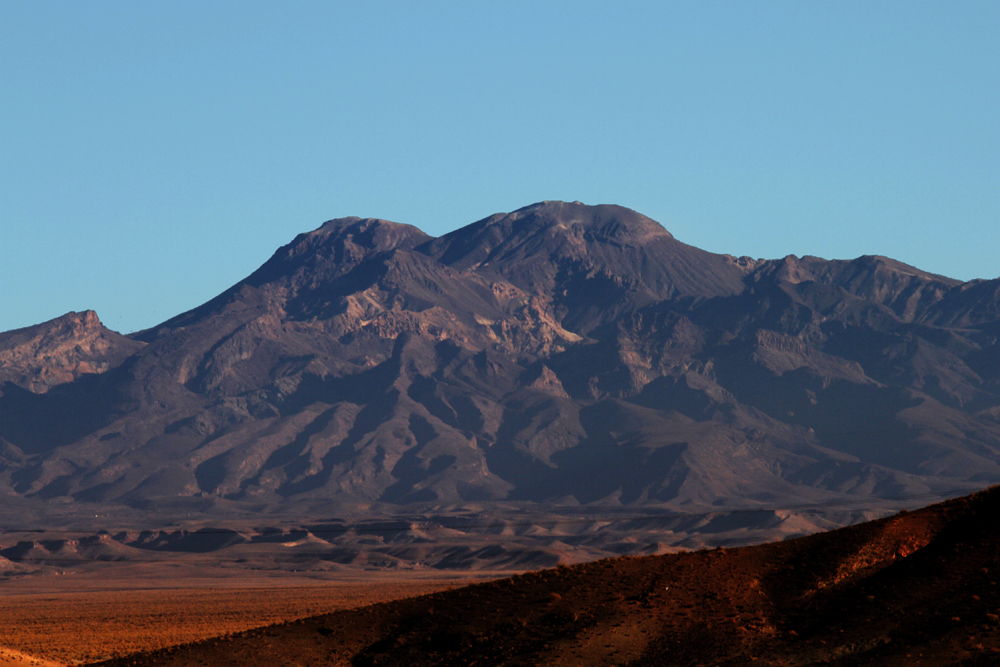
جبل تفتان البركاني في إيران

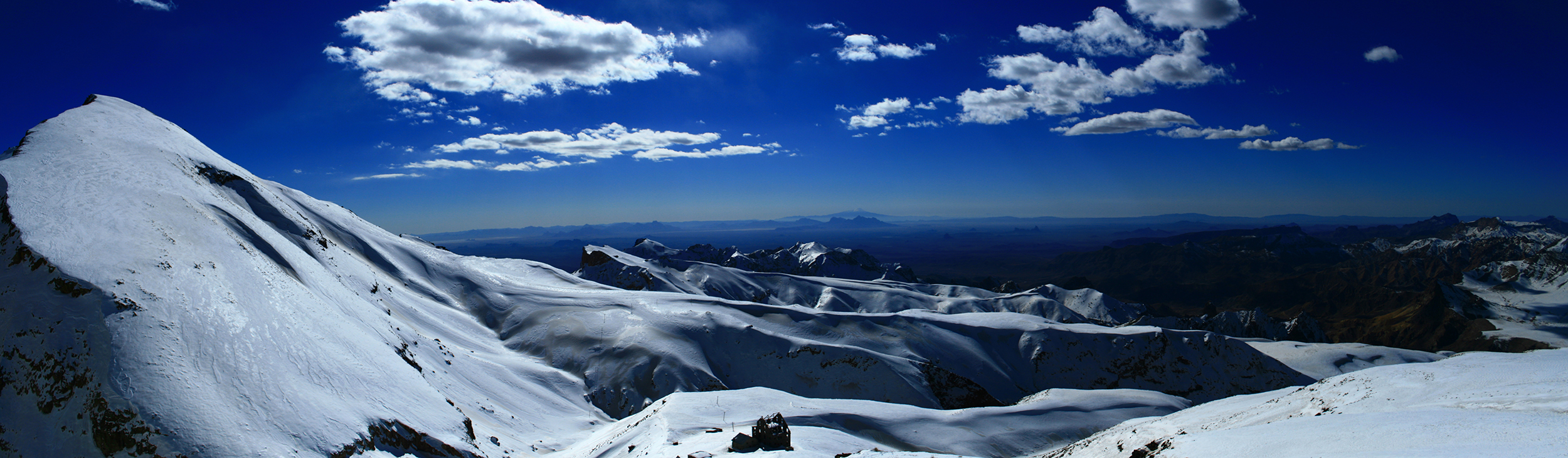
صورة بانورامية لجبل تفتان

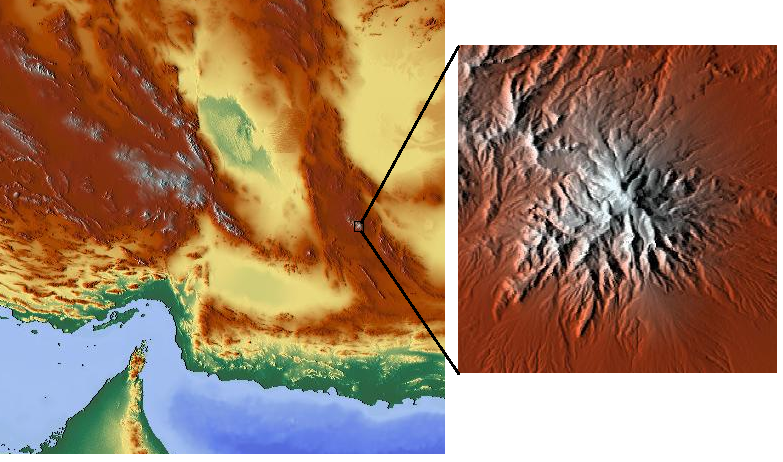
جبل تفتان البركاني

## طالع ايضاً
- سلسلة جبال سبلان
- جبل خواجه الحجري
- جبل دمافند
- الحياة البرية في إيران
- جبل جاشك الملحي
- سد ألبرز
- الأهوار في إيران
- قائمة جبال إيران
- قائمة سدود إيران
- ينابيع باداب سورت
- ينبوع بلقيس